# Haumania danckelmaniana
Haumania danckelmaniana là một loài thực vật có hoa trong họ Marantaceae. Loài này được (J.Braun & K.Schum.) Milne-Redh. mô tả khoa học đầu tiên năm 1950.